# Freunde Syriens

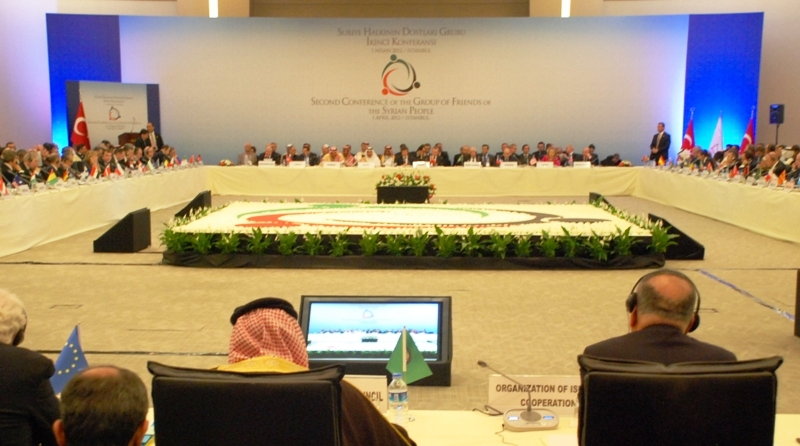
Istanbul-Konferenz am 1. April 2012

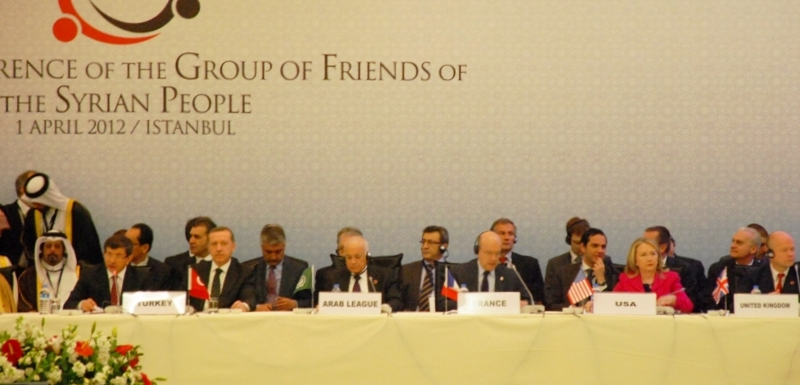
Dto.

Gruppe der Freunde des syrischen Volkes, auch Freunde eines Demokratischen Syriens oder des Volkes von Syrien (französisch Conférence internationale des amis de la Syrie, türkisch Suriye Halkının Dostları Grubu), nennt sich eine internationale Kontaktgruppe von Staaten und Körperschaften, die 2012 anlässlich des Bürgerkriegs in Syrien gegründet wurde und dem Syrischen Nationalrat sowie ihrer Freien Syrischen Armee nahesteht.

## Aktivitäten
Die Bildung wurde von dem damaligen französischen Präsidenten Nicolas Sarkozy Anfang Februar 2012 initiiert.

## Treffen
| Datum             | Ort                | Bemerkungen | Quellen |
| ----------------- | ------------------ | --- | ------- |
| 24. Februar 2012  | Tunesien           | Erstes Treffen | [ 2 ]   |
| 1. April 2012     | Istanbul/Türkei    | | [ 3 ]   |
| Anfang Juli 2012  | Paris/Frankreich   | | [ 4 ]   |
| 11. Dezember 2012 | Marrakesch/Marokko | |         |
| 22. Mai 2013      | Amman/Jordanien    | | [ 5 ]   |
| 22. Juni 2013     | Doha/Katar         | Im Schlusscommuniqué gaben die Außenminister an, dass über den Stabschef des obersten Militärrats der Opposition Waffen an die Rebellen geliefert werden solle. Außerdem zeigten sie sich besorgt über die Zunahme terroristischer Elemente in Syrien. Außerdem wird das Eingreifen der Hisbollah verurteilt. | [ 6 ]   |
| 12. Januar 2014   | Paris/Frankreich   | | [ 7 ]   |

## Mitglieder

### Staaten
Die Konferenz in Marrakesch am 12. Dezember 2012 wurde von Delegierten von 114 Staaten besucht. Bei der Konferenz 2013 waren nur mehr Botschafter von 11 Staaten anwesend. Diese Staaten waren:
- Ägypten
- Frankreich
- Deutschland
- Italien
- Jordanien
- Katar
- Saudi-Arabien
- Türkei
- Vereinigte Arabische Emirate
- Vereinigtes Königreich
- Vereinigte Staaten

### Syrische Opposition
- Syrischer Nationalrat

### Internationale Organisationen
Folgende internationale Organisationen sendeten Vertreter zu den Treffen der Freunde Syriens:
- Afrikanische Union
- Arabische Liga
- Union des Arabischen Maghreb
- Europäische Union
- Golf-Kooperationsrat
- Organisation für Islamische Zusammenarbeit
- Vereinte Nationen